# 歌珊地
歌珊地在圣经中被提及，是约瑟時代法老在埃及分配給希伯来人的地區
（創世記 45:9-10）。天主教思高聖經譯哥笙地。希伯来人在歌珊地居住，直至出埃及记時离开埃及。据信它位于下埃及的尼罗河三角洲东部，可能在屬於喜克索斯国王統治範圍的阿瓦里斯或附近。